# Walo (Corvey)
Walo († 1024) war von 1011 bis 1016 Abt von Corvey.

## Leben
Er stammte aus einer adeligen Familie. In seine Amtszeit als Abt fiel ein schwerer Konflikt mit Bischof Meinwerk von Paderborn. Dieser beschuldigte die Angehörigen der Abtei der Disziplinlosigkeit sowie einer ausschweifenden Lebensweise. Belege für diese Behauptung fehlen indes. Eine Motivation Meinwerks mag das Ziel gewesen sein, durch eine Konfrontation den Konflikt zwischen dem Bistum Paderborn und der Abtei Corvey um deren Unabhängigkeit zu Gunsten Paderborns zu entscheiden. Auf Basis seiner Beschuldigungen wollte Meinwerk eine Visitation der Abtei durchführen. Zu diesem Zweck reiste er nach Corvey. Abt und Mönche verweigerten ihm mit Hinweis auf die kaiserlichen und päpstlichen Privilegien den Eintritt und den Eingriff in innerklösterliche Angelegenheiten. Meinwerk veranlasste Kaiser Heinrich II., Walo abzusetzen und an dessen Stelle Druthmar einzusetzen. Daraufhin verließ ein Großteil der Mönche das Kloster. Walo starb acht Jahre nach seiner Absetzung.